# Нова історія
Нова́ істо́рія — період всесвітньої історії від середини XV століття до кінця XIX — початку XX століття. Настав після Середньовіччя. Передував новітній історії. Поширенню розподілу історії на давню, середню і нову сприяв твір французького вченого Жана Бодена «Метод легкого вивчення історії».
Хронологічно, за традицією європейської історіографії, період Нової історії починається на рубежі XV/XVI століть:
- 1492 — відкриття Колумбом Америки;
- 1517 — тези Мартіна Лютера, що стали поштовхом до церковної Реформації

В російській історіографії традиційно називається інша дата:
- 1453 — завоювання османами Константинополя та повалення Візантійської імперії.

У радянській і пострадянській історіографії історію після Середньовіччя заведено розділяти на дві епохи: Нову історію і Новітню історію. У західній історіографії такого поділу немає, і вся історія, починаючи з кінця середньовіччя, називається Сучасною історією (наприклад, у англ. Modern history).

## Назва
- Нова історія (англ. modern history, фр. histoire moderne)[1]
- Новий час (нім. Neuzeit)[1]
- Модерна епоха (англ. modern era, фр. ère moderne)[1], епоха модерну
- Модерний період (англ. modern period, фр. période moderne)[1]

## Термін
Поняття «Нова історія» з'явилося в європейській історико-філософській думці в епоху Відродження як елемент запропонованого гуманістами тричленного ділення історії на стародавню, середню і нову. Критерієм визначення «нового часу», його «новизни» в порівнянні з попередньою епохою був, з погляду гуманістів, розквіт в період ренесансу світської науки і культури, тобто не соціально-економічний, а духовно-культурний чинник. Проте цей період досить суперечливий за своїм змістом: Високе Відродження, Реформація і гуманізм були сусідами з масовим сплеском ірраціоналізму, розвитком демонології, явищем, що отримало в літературі найменування «полювання на відьом».
Поняття «Новий час» сприйнято істориками й утвердилося в науковому ужитку, але сенс його багато в чому залишається умовним — не всі народи вступили в цей період одночасно. Безперечне одне: у цей відрізок часу відбувається виникнення нової цивілізації, нової системи стосунків, «європейського світу», «європейського дива» і експансія європейської цивілізації в інші райони світу.

## Критерії, що відокремлюють Новий час від Середньовіччя
Хоча тогочасні гуманісти пов'язували з переходом від Середньовіччя до Нового часу перш за все перехід культури з релігійної сфери в сферу світську, а також появу інтересу до античної цивілізації (Стародавня Греція і Стародавній Рим), практично відсутнього під час Середньовіччя, з позиції сьогодення ясно, що рубежем, що відокремлює Середньовіччя від Нового часу, був цілий комплекс глибоких змін у всіх сферах. Наука Нового часу повністю звільняється від християнської теології, подолання провіденціалізму, розуміння світу - натуралістичне (природа і людина).

### Політичні зміни
Закінчення Середньовіччя ознаменувалося зростанням значення централізованого державного управління. Яскравими прикладами цього зростання служать завершення феодальних усобиць — таких як Війна Червоної та Білої троянд в Англії, об'єднання регіонів — Арагон і Кастилія в Іспанії.

### Великі географічні відкриття
Однією з найважливіших змін було розширення відомої тодішнім європейцям ойкумени. За дуже короткий період (кінець XV — початок XVI століть) європейські мореплавці обігнули Африку, відкрили морський шлях до Індії, відкрили новий континент — Америку та здійснили навколосвітнє плавання. Показово, що саме відкриття Колумбом Америки (1492 рік) заведено вважати за символічне закінчення Середньовіччя. Ці подорожі були б неможливі без передумов, головними з яких були: винахід компаса і створення судна, здатного долати величезні відстані у відкритому морі. Цікаво, що один з цих винаходів зроблено задовго до настання Нового часу.
Так, компас винайдено в Китаї ще в III столітті до н. е. (правда, цей тип компаса у вигляді намагніченого металевого предмета в формі розливної ложки, що лежав на відполірованій пластині, був непридатний для мореплавання), проте новий винахід проник у Європу тільки в XIII століття через посередництво арабів, які почали застосовувати компас у XII столітті.
Судном, на якому першовідкривачі вирушали в далекі плавання, стала каравела. Ці невеликі за сучасними мірками судна (наприклад, «Санта-Марія», флагман Колумба в його першій подорожі, мала водотоннажність в 130 тонн) в буквальному розумінні змінили карту світу, з каравелами міцно пов'язана вся Доба великих географічних відкриттів. Досить характерна назва, яку каравела отримала в нідерландській мові, — oceaanvaarder, буквально — «судно для океану».
Проте одних передумов недостатньо, мав бути мотив, що примушував вирушати в далекі і небезпечні подорожі. Таким мотивом став той факт, що в другій половині XV століття турки завоювавши ослаблу Візантійську імперію, перекрили караванні шляхи на схід, якими в Європу доставлялися прянощі. Таким чином урвалася торгівля, що приносила надприбутки. Саме бажання знайти альтернативний доступ до багатств сходу стало стимулом мореплавців кінця XV — початку XVI століть. Отже, обґрунтованою виглядає точка зору, що вважає за дату закінчення Середньовіччя 1453 рік — захоплення турками Константинополя.
Таким чином саме експансія мусульманської цивілізації послужила тим каталізатором, який викликав прискорений розвиток цивілізації європейської.

### Астрономія

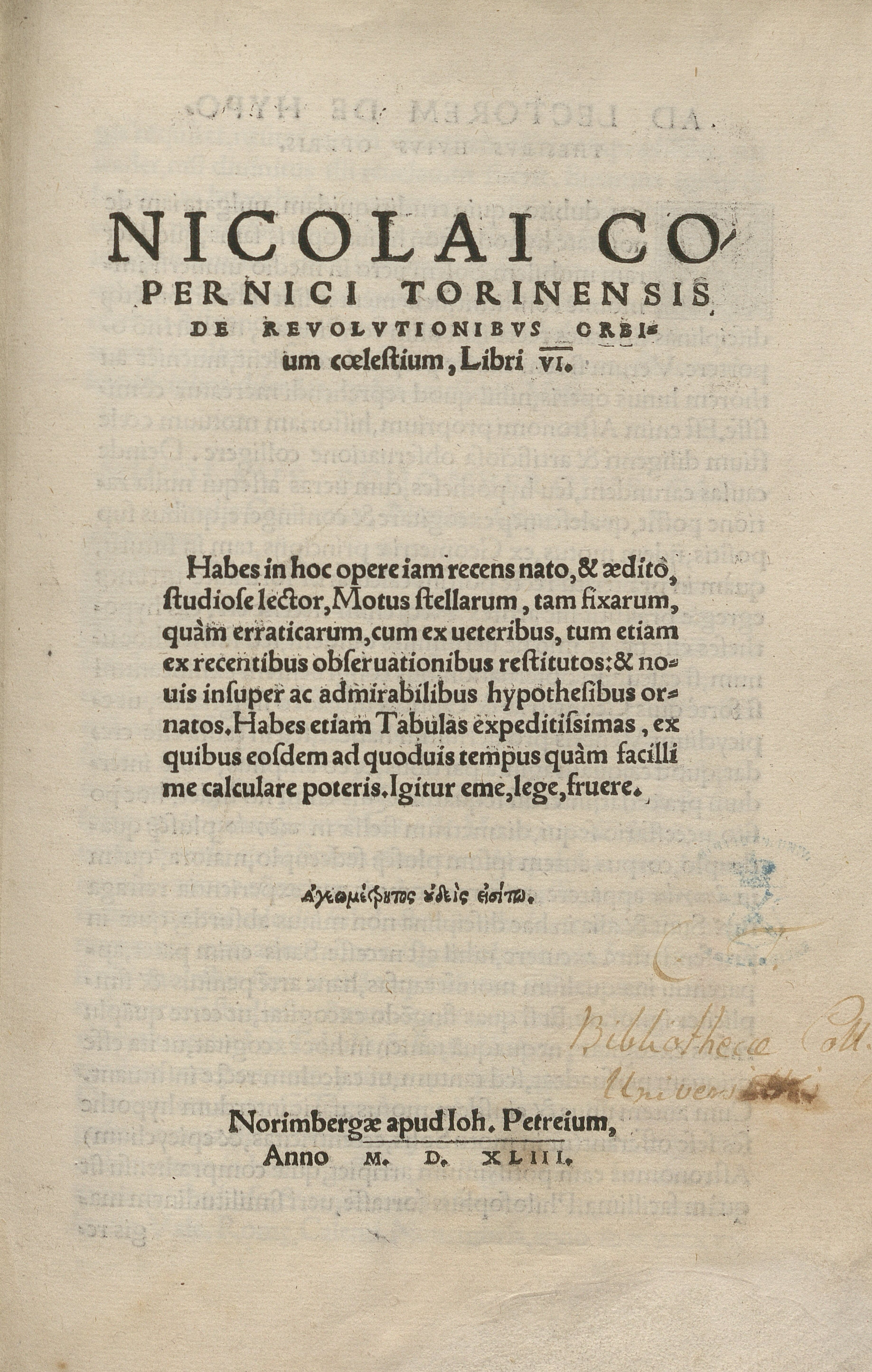
Перша сторінка книги Коперника «Про обертання небесних сфер»

Не тільки уявлення європейців про Землю зазнали значних змін, але й місце самої Землі у Всесвіті зазнало перегляду — ще радикальнішого. 1542 року видано книгу Миколи Коперника «Про обертання небесних сфер», в якій обґрунтовано ідею про рух Землі та інших планет навколо Сонця (всупереч панівній до того геоцентричній системі Птолемея), визначено послідовність розташування планет та обчислено їх відстані від Сонця. Цікаво, що починаючи свою астрономічну роботу, Коперник зовсім не збирався створювати щось принципово нове. Як і його середньовічні попередники, він вважав своїм завдання уточнення даних Альмагеста, головної праці Птолемея, не зачіпаючи при цьому основ. Хоча розбіжності між даними з «Альмагеста» і результатами спостережень були відомі й до нього, лише у Коперника вистачило сміливості відмовитися від інерції мислення і не «коригувати» праці стародавнього астронома, а запропонувати принципово нову модель Всесвіту.

### Техніка і виробництво
Великий вплив на повсякденне життя людей надав розвиток техніки на зламі XV—XVI століть. Однією з найважливіших інновацій того часу виявилося книгодрукування. Винахід і впровадження нескладної, здавалося б, технології стали драматично впливати на швидкість тиражування і розповсюдження інформації, а також на її доступність (друковані книги були набагато дешевшими від рукописних). За винахідника книгодрукування вважається Йоган Гутенберг. Він побудував свій друкарський верстат приблизно в 1440 році. Як це часто буває з винаходами, окремі елементи друкарської технології були відомі й до Гутенберга. Так, ілюстрації та фігурні великі букви переписувачі книг почали розмножувати за допомогою штампів ще за двісті років до Гутенберга. Проте, тоді вдалося розробити технологію виготовлення штампів (літер) не з дерева, а з металу. І саме він упровадив найважливішу ідею — набір тексту з окремих букв замість виготовлення дошки — штампу для всієї сторінки.
Важливе значення мав розвиток гірничої справи та металургії. Втім, найважливіше удосконалення в процесі виплавки заліза — заміна невеликих сиродутних печей так званим штукофеном (предком сучасної доменної печі) відбулося ще в період розквіту Середньовіччя, приблизно в XIII столітті. На початок XV століття такі печі були значно покращені. Для надування міхів використовувалися водяні колеса. До XVI століття такі колеса, що досягали деколи величезних розмірів (до десяти метрів в діаметрі), почали використовувати для підйому з шахт руди та інших операцій. Своєрідною енциклопедією гірничої справи й металургії стала книга «De re metallica libri xii» («Книга про метали»). Цей дванадцятитомний трактат побачив світ у 1550 році. Його автором був професор Георг Агрикола (Бауер) (1490—1555). Також з XVI століття для опалювання й у виробництві почало використовуватися вугілля.
Навіть у тих областях виробництва, де технічний прогрес в порівнянні з середньовіччям був не дуже помітним (або його не було зовсім) відбулися кардинальні зміни, цього разу — за рахунок нового типу організації праці. З настанням Нового часу на зміну ремісничому виробництву Середньовіччя приходить мануфактурний тип виробництва. На мануфактурах праця залишалася ручною, але на відміну від середньовічних майстерень впровадили розподіл праці, завдяки чому значно зросла продуктивність. На мануфактурі майстри трудилися не на себе, а на власника мануфактури.

## «Довге XIX століття»
Довге XIX століття — історичний період, що тривав, на думку британського історика-марксиста Ерика Гобсбаума що виділив його, з 1789 по 1914 рік. Його головною особливістю було домінування імперій у світі. Початком цього періоду є Французька революція, а кінцем — Перша світова війна, в результаті якої були ліквідовані Німецька, Російська, Австро-Угорська та Османська імперії.
Після Великої французької революції і завойовницьких походів Наполеона Бонапарта в більшості країн Європи утворилися або почалися тенденції до обмеження абсолютних повноважень монарха, поділу влади і демократизації суспільства. У зв'язку з кризою станової структури суспільства і його переходу до класового, індустріального суспільства, з'явився новий соціальний шар — пролетарі. Пролетарі походили переважно з середовища мануфактурних працівників, що перекваліфікувалися, або були вихідцями з селянських господарств, що розорилися (їх працю поступово замінювали машини).

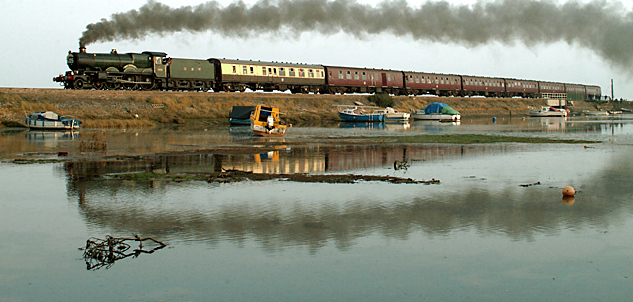

Завдяки винаходу залізниць і пароплавів прискорилися транспортні перевезення, а телеграфу — обмін інформацією. У цей період вчені різних країн почали швидше обмінюватися новими гіпотезами, винаходами і теоріями. Виникли нові дисципліни на стику різних наук: фізична хімія, біохімія тощо.
На початку XIX століття в більшості країн Західної Європи відбувся промисловий переворот — перехід від ручного виробництва до машинного. Це призвело до створення індустріального суспільства.